# Ali Këlcyra
Ali Këlcyra bég (albán Ali bej Këlcyra; Klisura, Oszmán Birodalom, 1891. május 28. – Róma, Olaszország, 1963. szeptember 24.) albán politikus, jogász, publicista. Az 1920-as évek elejétől vett részt hazája politikai életében, mint a haladó gondolkodású Fan Noli párthíve és Ahmet Zogu ellenzéke. Az 1924-es júniusi forradalomban vállalt szerepe miatt emigrációba kényszerült, és 1925-től az antizogista Nemzeti Egység tagja lett. 1938-ban átvette az addigra már meglehetősen olaszbarát szervezet vezetését, majd Albánia 1939. áprilisi olasz megszállását követően a nacionalista ellenállási szervezethez, a Nemzeti Fronthoz csatlakozott, annak második számú vezetője lett. Miután szerepet játszott abban, hogy a Nemzeti Front 1943 végére a németek oldalán harcoló kollaboráns szervezetté véljék, a kommunista hatalomátvétel elől 1944 októberében külföldre szökött. Olaszországi emigrációban halt meg.
Az emigrációban használt neve Ali Klissura volt. Eqrem Vlora (1885–1964) albán politikus sógora.

## Életútja
A Vjosa völgyében fekvő Klisura (ma Këlcyra, Albánia) bektási földbirtokos családjának szülötte, Xhemal Këlcyra bég és Hana Luarasi fia volt. Középiskoláit a konstantinápolyi francia tannyelvű galataszeráji líceumban végezte, majd 1919-ben jogi doktori oklevelet szerzett a Római Sapienza Egyetemen.
1920-ban részt vett az Albánia közjogi helyzetét rendező lushnjai kongresszuson, majd ugyanazon év nyarán csatlakozott a megszálló olaszokat Vlora városából kiűző fegyveres alakulatokhoz. Haladó demokrataként 1921-ben a néppártiak képviselője, Fan Noli támogatója, egyúttal Ahmet Zogu politikájának vehemens kritikusa lett az albán nemzetgyűlésben. Bár Noliénál mérsékeltebb reformelképzelései voltak, kiváló szónokként eredményes szószólója volt a női egyenjogúságnak és a földreformnak, ő maga személyesen is igyekezett meggyőzni a muszlim nagybirtokosokat a parasztok földhöz jutásának előnyeiről. 1924. április 30-án Avni Rustemi ellenzéki tömegmegmozdulássá váló gyászszertartásán búcsúztató beszédet mondott, majd a júniusi forradalommal 1924. június 16-án kormányt alakító Fan Noli tanácsadója lett. Korábbi társadalmi idealizmusa pragmatikusabb irányba mozdult el, és bár továbbra is támogatta a földreformot, a magántulajdon védelmét – így a földbirtokok érinthetetlenségét – előbbre helyezte. Zogu 1924 decemberében fegyverrel visszaszerezte a hatalmat, Këlcyra pedig a Noli-kormány tagjaival együtt elhagyta az országot, és Párizsban telepedett le.
1925 novemberében részt vett az antizogista emigráns albánok bukaresti találkozóján, majd ezt követően a Zogu elleni fegyveres felkelés előkészítésén munkálkodó Nemzeti Egység (Bashkimi Kombëtar) vezetőségi tagja lett. Az elsősorban Bariban és Bécsben tevékenykedő, a jugoszlávok által is pénzelt társaság állt a Zogu ellen 1931. február 20-án Bécsben elkövetett merénylet mögött (a két merénylő, Aziz Çami és Ndok Gjeloshi szintén a Nemzeti Egység tagjai voltak). Noha 1924-es emigrációját követően Këlcyrát távollétében halálra ítélték, és Zogu 1927. szeptemberi amnesztiája sem terjedt ki rá, 1935-ben mégis beutazhatott Albániába. Az 1935. augusztusi fieri felkelés kapcsán – bár nem vett részt a lázadás előkészítésében – letartóztatták és szeptemberben elítélték. Utóbb fivére közbenjárására és Zogu parancsára szabadon elhagyhatta az országot. 1938-ban a Nemzeti Egység vezetője lett, és Grenoble-ból irányította a szervezet munkáját, amelyet ekkor már a fasiszta olasz kormány is támogatott. Ugyanazon év novemberében két politikustársával, Qazim Koculival és a Zárai Csoportot (Grupi i Xarës) irányító Mustafa Krujával közreadtak egy memorandumot. Ebben hitet tettek amellett, hogy Zogu elűzésének és Albánia gazdasági-társadalmi fejlődésének egyedüli záloga Olaszország segítsége, egyúttal az albán koronát felajánlották egy Savoyai-házi uralkodónak. A háború befejeztével ez a dokumentum szolgált alapjukul azoknak a kommunista albán sajtóban 1945 decemberétől megjelenő cikkeknek, amelyek egyenesen Këlcyrát és Kruját vádolták Albánia olasz megszállásának előkészítésével.
Amikor Olaszország 1939. április 7-én lerohanta Albániát, Këlcyra Zogu-ellenessége odáig ment, hogy nyíltan szót sem emelt az agresszió ellen. Ugyanakkor miután az albán államiság megszüntetésével, az ország protektorátussá degradálásával nem tudott azonosulni, csatlakozott a Midhat Frashëri által 1939 májusában alapított antifasiszta Nemzeti Fronthoz, és annak második számú vezetője lett. A második világháború éveiben szerepe volt abban, hogy a Nemzeti Front politikai krédója 1942-től egyre határozottabban az antikommunizmus, az Enver Hoxha irányította kommunisták elleni harc lett, és hogy pártjuk kollaborált az országot 1943 szeptemberében megszállt német alakulatokkal.
A kommunista történetírás szerint 1943. március 15-én Këlcyra Tiranában titkos egyezséget írt alá Renzo Dalmazzo olasz altábornaggyal, amelyben a Nemzeti Front garantálta, hogy gerilláik nem támadják az olasz csapatokat és nem szabotálják az albán rendvédelmi szervek újjászervezésének folyamatát sem. Noha néhány más forrás ezt átvette, a legtöbb Albánia történelméről szóló monográfia és áttekintés nem tud a paktumról. Emellett már március végén heves összecsapások zajlottak Korça körzetében a Nemzeti Front gerillái és a megszálló olaszok között.
A kommunista partizánbrigádok mindent elsöprő előretörését látva részt vett az antikommunista politikusok 1944. szeptember 21-ei prezai gyűlésén, amelyen egy nacionalista egységkormány alakítását vették tervbe Midhat Frashëri vezetésével. Erre azonban végül nem került sor, a Nemzeti Front más vezetőivel – Frashërival, Hasan Dostival és Vasil Andonival – együtt az ország elhagyása mellett döntött. 1944. október 18-án Shkodrát elhagyva egy kis halászhajóval tengerre szálltak, s október 23-án kikötöttek a dél-olaszországi Brindisiben. Këlcyra, miután a brit hatóságok kollaboránsnak tekintették, Frashërival együtt a barlettai internálótáborba került, ahonnan brit diplomaták közbenjárására csak 1945. szeptember 6-án szabadult ki. Frashëri oldalán tovább irányította a Nemzeti Front emigrációbeli munkáját annak 1949. évi megszűnéséig. Rómában telepedett le, ahol politikai publicisztikával foglalkozott, emellett közreműködött a Szabad Európa Rádió albán nyelvű adásának hírszerkesztésében. 1953-tól a rádiót üzemeltető amerikai Szabad Európa Bizottság tagja volt. Rómában halt meg, hamvai a Cestius piramisa melletti temetőben nyugszanak.